# Мухина балка
Мухина балка (Малый лог) — природоохранный заповедник областного значения, расположенный в городе Аксай Ростовской области. Балка представляет собой обрывистый овраг на востоке Аксая, склоны которого покрыты байрачным лесом. Большую часть дна балки покрывают болота. На территории заповедника действует военно-исторический музей Аксая с выставкой военной техники под открытым небом и многоярусным бункером 1960-х годов.

## Флора
На склонах Мухиной балки произрастают всевозможные степные растения. Среди них: овсяница, ковыль. Широко распространены одуванчики, полынь, мятлик, горец, донник лекарственный, клевер, подорожник. В оврагах Мухиной балки расположился байрачный лес.  На опушках леса распространены кустарники боярышника, барбариса, шиповника, довольно много зарослей тёрна колючего. В Мухиной балке встречаются вяз гладкий, шелковица, яблоня лесная, груша обыкновенная, отдельные экземпляры каркасов западного и кавказского. На территории искусственных насаждений растет береза белая. На берегах пруда можно встретить древесные растения, такие как лох серебристый, ива белая, тополь белый.
В настоящее время Мухина балка  находится в плачевном состоянии. Здесь идет распашка территории, нередки случаи разведения костров, разрастается свалка, не очищены и не благоустроены родники, в закупоренном состоянии находится пруд, не прекращается застройка домов и гаражей.

## История
В XVIII веке Мухина балка именовалась Малым Логом. Чуть позже её переименовали и стали называть Рябиновой балкой. Своим современным названием заповедник обязан семье купцов Мухиных, которая владела территорией 79 га под станицей Аксайской. Мухины были одними из самых богатых лесоторговцев. Они занимались очень выгодной в то время торговлей леса. Поскольку здесь, в степном регионе, своего леса не было, он продавался по очень высокой цене.
В 1915 году Мухину балку начали изучать студенты и преподаватели Варшавского университета, эвакуированного в Ростов-на-Дону в связи с возможной оккупацией Варшавы немецкими войсками. Исследования почвы и растительности этой местности заняли значительное место в научных трудах профессоров В.Н. Вершковского, А.А. Приступы, О.К. Кояли и других. Значимость исследования балки университет обосновал тем, что Мухина балка — наиболее типичный представитель растительности данного района, имеющий на своей территории целинные степи, кустарниковую степь, каменистые и глинистые склоны, балочный лес и луг.
В 1923 году была открыта Аксайская экскурсионная станция Государственного Донского Университета. Под неё было отведено два дома. В первом доме намечено было организовать лабораторию, музей местной природы и общежитие для студентов. Во втором доме меньшей площади была одна общая кухня, одну комнату занимал служитель, а ещё четыре отведены были для приезжих научных работников. В 1925 году на базе экскурсионной станции в Аксае открыли биологическую станцию, в которую вошли два отделения — степное и гидробиологическое. В связи с этим в апреле 1925 г. во владение и пользование университета было передано бывшее имение Мухина, где планировали знакомить будущих педагогов с сельским хозяйством, изучать методики естествознания и многое другое. Имение это передавалось сроком на 10 лет.
Одним из первых ударов по природе заповедника стала Великая Отечественная война. Склоны балки трижды были ареной ожесточенных боев. Для лучшего обзора местности тогда и были спилены вековые дубы и другие редкие деревья. Склоны балки были опоясаны окопами и противотанковыми рвами. Их следы видны до сих пор.